# Capa d'enllaç

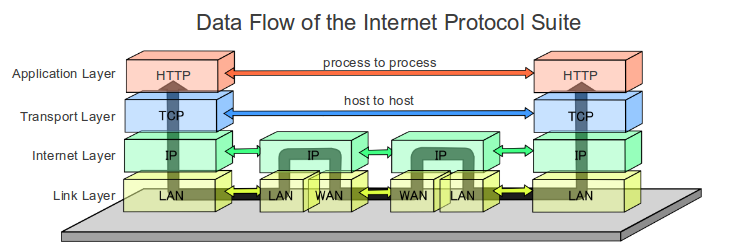
Com funciona el model de suite de protocols del model TCP/IP.

En xarxes d'ordinadors, la capa d'enllaç és la capa més baixa de la suite de protocols d'Internet, l'arquitectura de xarxa d'Internet. La capa d'enllaç és el grup de mètodes i protocols de comunicacions confinats a l'enllaç al qual està connectat físicament un host. L'enllaç és el component físic i lògic de la xarxa utilitzat per interconnectar hosts o nodes a la xarxa i un protocol d'enllaç és un conjunt de mètodes i estàndards que operen només entre nodes de xarxa adjacents d'un segment de xarxa.

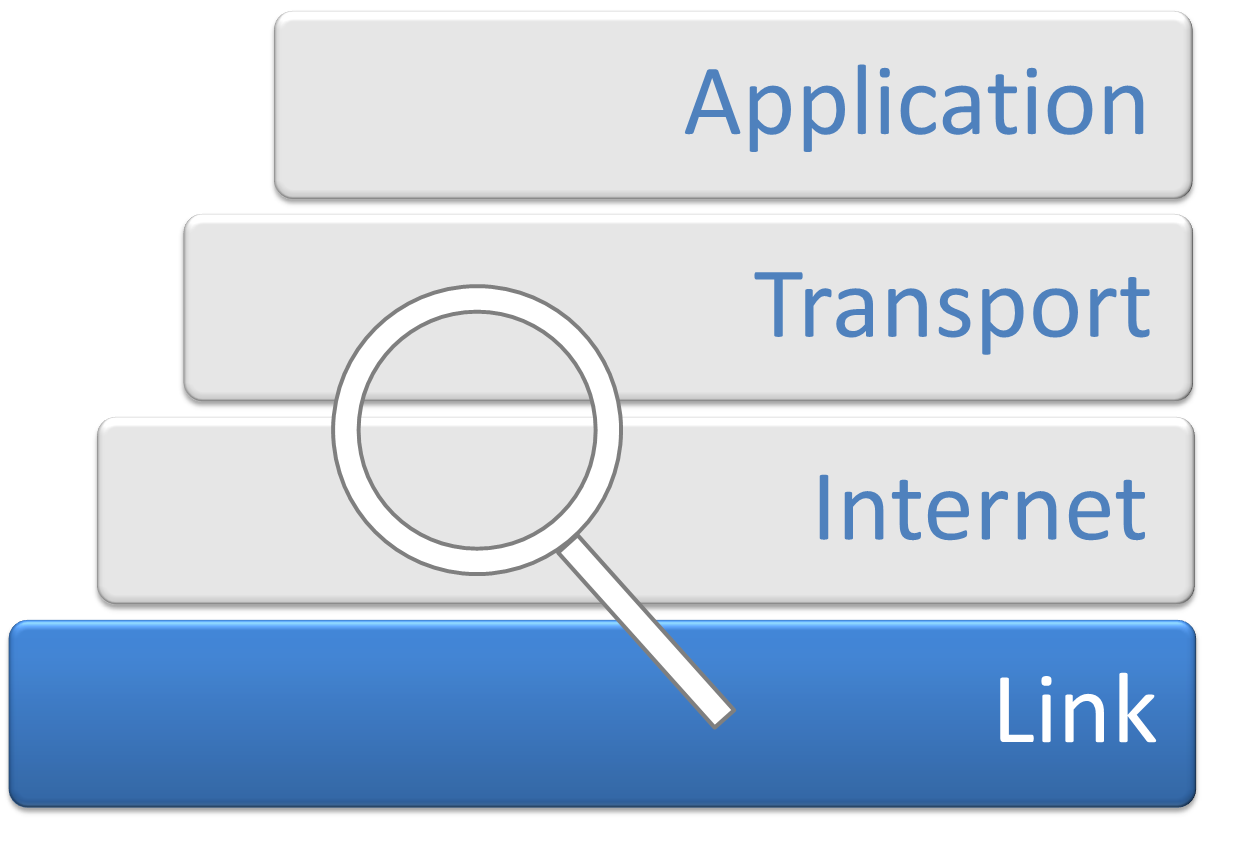
Imatge que mostra les capes de la suite de protocols d'Internet amb la capa d'enllaç destacada.

Malgrat la diferent semàntica de la capa entre la suite de protocols d'Internet i el model OSI, la capa d'enllaç de vegades es descriu com una combinació de la capa d'enllaç de dades de l'OSI (capa 2) i la capa física (capa 1).
La capa d'enllaç es descriu a RFC 1122 i RFC 1123 considera protocols de xarxa d'àrea local com Ethernet i altres xarxes IEEE 802 (p. ex. Wi-Fi), i protocols d'enquadrament com el protocol punt a punt (PPP) per pertànyer a la capa d'enllaç.
Els estàndards de xarxes d'àrea local com les especificacions Ethernet i IEEE 802.3 utilitzen terminologia del model OSI de set capes en lloc del model TCP/IP. El model TCP/IP, en general, no té en compte les especificacions físiques, sinó que assumeix una infraestructura de xarxa que funcioni que pot oferir trames a nivell de mitjans a l'enllaç. Per tant, RFC 1122 i RFC 1123, la definició del model TCP/IP, no discuteixen problemes de maquinari i transmissió de dades físiques i no estableixen estàndards per a aquests aspectes. Alguns autors de llibres de text han donat suport a la interpretació que els aspectes de transmissió de dades físiques formen part de la capa d'enllaç. Altres van assumir que els estàndards de transmissió de dades físiques no es consideren protocols de comunicació i no formen part del model TCP/IP. Aquests autors assumeixen una capa de maquinari o una capa física per sota de la capa d'enllaç, i diversos d'ells adopten el terme capa d'enllaç de dades OSI en lloc de capa d'enllaç en una descripció modificada de la capa. En el predecessor del model TCP/IP, l' ARPAnet Reference Model (RFC 908, 1982), els aspectes de la capa d'enllaç es refereixen amb diversos termes mal definits, com ara la capa d'accés a la xarxa, el protocol d'accés a la xarxa, així com la capa de xarxa, mentre que la següent capa superior s'anomena capa d' interconnexió. En alguns llibres de text moderns, la capa d'interfície de xarxa, la capa d' amfitrió a xarxa i la capa d'accés a la xarxa apareixen com a sinònims de la capa d'enllaç o la capa d'enllaç de dades, sovint incloent la capa física.
La capa d'enllaç del model TCP/IP sovint es compara directament amb la combinació de la capa d'enllaç de dades i la capa física de la pila de protocols d'interconnexió de sistemes oberts (OSI). Tot i que són congruents fins a cert punt en la cobertura tècnica dels protocols, no són idèntics. La capa d'enllaç a TCP/IP encara té un abast més ampli i, en principi, un concepte i una terminologia de classificació diferents. Això es pot observar quan es diu sovint que certs protocols, com ARP, que es limita a la capa d'enllaç del model TCP/IP, s'ajusten entre la capa d'enllaç de dades d'OSI i la capa de xarxa. En general, s'han d'evitar comparacions directes o estrictes, perquè la superposició en TCP/IP no és un criteri de disseny principal i, en general, es considera "perjudicial" (RFC 3439).